# Diocesi di Farsalo
La diocesi di Farsalo (in latino: Dioecesis Pharsalia) è una sede soppressa e sede titolare della Chiesa cattolica.

## Storia
Farsalo è un'antica sede vescovile della provincia romana di Tessaglia in Grecia, suffraganea dell'arcidiocesi di Larissa nel patriarcato di Costantinopoli. Nella Notitia Episcopatuum attribuita all'imperatore Leone VI (inizio X secolo), Farsalo appare al secondo posto tra le suffraganee di Larissa.
Sono noti due vescovi di Farsalo nel primo millennio. Perrebio prese parte al concilio di Efeso nel 431. Stefano partecipò al Concilio di Costantinopoli dell'879-880 che riabilitò il patriarca Fozio di Costantinopoli.
Dal XVIII secolo Farsalo è annoverata tra le sedi vescovili titolari della Chiesa cattolica; la sede è vacante dal 22 luglio 1972. Nelle fonti è menzionata indistintamente come Farsalo, Farsala o Farsaglia.

## Cronotassi

### Vescovi greci
- Perrebio † (menzionato nel 431)
- Stefano † (menzionato nell'879)

### Vescovi titolari
- Moritz Adolf Karl von Sachsen-Zeitz † (8 febbraio 1730 - 3 marzo 1732 confermato vescovo di Hradec Králové)
- Alvaro Mendoza Caamaño y Sotomayor † (20 gennaio 1734 - 10 aprile 1747 creato cardinale)
- Manuel Quintano Bonifaz † (20 gennaio 1749 - 18 dicembre 1774 deceduto)
- Juan Moya, O.F.M. † (21 febbraio 1794 - 28 marzo 1799 nominato arcivescovo, titolo personale, di Osma)
- Giuseppe (Bernardino di Santa Teresa) Baccinelli, O.C.D. † (24 maggio 1859 - 5 settembre 1868 deceduto)
- Luigi Rotelli † (22 dicembre 1882 - 15 settembre 1891 deceduto)
- Nicola (Francesco Saverio) Contieri, O.S.B.I. † (14 dicembre 1891 - 26 aprile 1899 deceduto)
- Alessandro Bavona † (17 luglio 1901 - 19 gennaio 1912 deceduto)
- Daniel Mannix † (1º luglio 1912 - 6 maggio 1917 succeduto arcivescovo di Melbourne)
- Sebastião Leme da Silveira Cintra † (15 marzo 1921 - 18 aprile 1930 succeduto arcivescovo di Rio de Janeiro)
- Romolo Genuardi † (3 luglio 1931 - 16 gennaio 1936 deceduto)
- Pio Guizzardi † (11 aprile 1936 - 27 luglio 1944 deceduto)
- Lucio Crescenzi † (23 gennaio 1945 - 10 luglio 1945 nominato vescovo di Fabriano e Matelica)
- William Aloysius Scully † (21 agosto 1945 - 10 novembre 1954 succeduto vescovo di Albany)
- Giuseppe Schiavini † (13 aprile 1955 - 28 giugno 1963 nominato arcivescovo titolare di Famagosta)
- Giuseppe Cognata, S.D.B. † (6 agosto 1963 - 22 luglio 1972 deceduto)